# Campagne du Neubourg

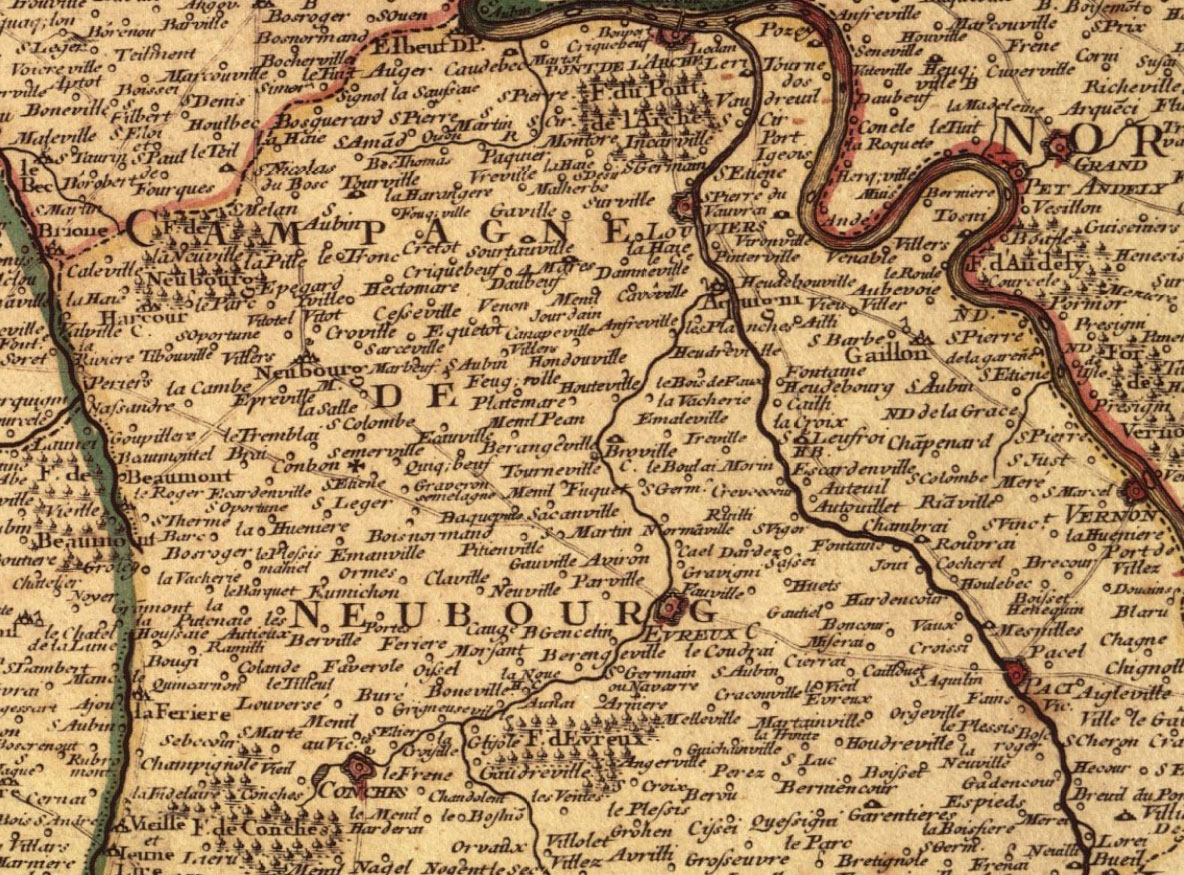
Die Campagne du Neubourg auf einer Karte aus dem Jahr 1716

Die Campagne du Neubourg (auch Plateau du Neubourg) ist eine Landschaft der Normandie.

## Geografie
Die Campagne du Neubourg liegt im Département Eure nördlich von Évreux zwischen den Flüssen Eure im Osten und Risle im Westen. Sie grenzt im Norden an den Roumois und im Südwesten an das Pays d’Ouche. Ihr Hauptort ist Le Neubourg. Die Landschaft der Ebene ist relativ monoton, Ortschaften und Weiler liegen verstreut und an den Flussläufen gibt es kleine Wälder.

## Wirtschaft
Abgesehen von der Landwirtschaft hat der Tourismus in der Region einige Bedeutung. Das Schloss Château du Champ de Bataille und die Burg Château d’Harcourt liegen am Westrand der Landschaft. Bedeutende Gemeinden in der Campagne sind Le Neubourg, Montaure, Saint-Aubin-d’Écrosville, Nassandres und Harcourt.